# ميخائيل غروس
ميخائيل غروس (Michael Groß) هو لاعب أولمبي لرياضة السباحة من ألمانيا. شارك في الأولمبياد الصيفي في 1984–1988، وفاز بما مجموعه 6 ميداليات.

## الميداليات
| ذهب | فضة | برونز | المجموع |
| 3   | 2   | 1     | 6       |

## روابط خارجية
- ميخائيل غروس على موقع IMDb (الإنجليزية)
- ميخائيل غروس على موقع الموسوعة البريطانية (الإنجليزية)
- ميخائيل غروس على موقع قاعدة بيانات الفيلم (الإنجليزية)
- ميخائيل غروس على موقع الاتحاد الدولي للسباحة (الإنجليزية)
- ميخائيل غروس على موقع SwimRankings.net (الإنجليزية)
- ميخائيل غروس على موقع قاعة مشاهير السباحة العالمية (الإنجليزية)
- ميخائيل غروس على موقع اللجنة الأولمبية الدولية (الإنجليزية)
- ميخائيل غروس على موقع أوليمبيديا (الإنجليزية)